# Mezinárodní den spolupráce jih-jih
Mezinárodní den spolupráce jih-jih je připomínkovým dnem OSN a připadá na 12. září. Původně byl v roce 2003 vyhlášen Valným shromážděním OSN na 19. prosince, ale v roce 2011 byl posunut na 12. září, aby připomínal den, kdy byl v Buenos Aires přijat Akční plán pro propagaci a implementaci technické spolupráce mezi rozvojovými zeměmi.
Příprava tohoto plánu začala již v roce 1978, kdy Valné shromáždění založilo Speciální skupinu pro spolupráci jih-jih, aby tuto spolupráci začala propagovat a koordinovat na globální úrovni. Ta si pro svou práci zřídila dvě regionální servisní centra za účelem sdružování zdrojů a vytvoření nabídky potřebných služeb, jedno v Asii a jedno v Africe. Valné shromáždění následně vyzvalo všechny organizace, zřízené pod hlavičkou OSN, a další instituce, aby takto koordinovanou spoluprací posílily své úsilí o formulaci a implementaci potřebných programů. Některé z konkrétních takto koordinovaných projektů se týkaly například iniciativ k prevenci následků tsunami.
K trvalé podpoře tohoto programu byl zřízen Úřad OSN pro spolupráci jih-jih (UNOSSC). Příkladem práce úřadu je Fond rozvojového partnerství Indie a OSN, který je spravován UNOSSC, a který pracuje na podpoře projektů, které reagují na COVID-19 v zemích globálního Jihu, či program spolupráce Indie, Brazílie a Jihoafrické republiky, aktivní v boji s chudobou a hladem.
Mezinárodní den spolupráce jih-jih si klade za cíl šířit povědomí o celkovém rozvoji, kterého v poslední době dosáhly regiony a země Jihu, a zdůrazňovat úsilí OSN o technickou spolupráci mezi rozvojovými zeměmi.